# Submarine Super 99
Submarine Super 99 (潜水艦スーパー99?, Sensuikan Sūpā Nain Nain) è un manga di genere fantascientifico creato da Leiji Matsumoto e pubblicato dal 1970 al 1972 sulla rivista Play Comic. Nel 2003 ne è stata tratta una serie televisiva anime composta da 13 episodi.

## Trama
Nei primi anni 2000, l'oceano della Terra viene controllato dal misterioso "impero oceanico". Il comandante militare a cui ne è capo, Hell Deathbird, richiede a tutte le imbarcazioni che vogliono eseguire spedizioni il permesso di navigazione. L'unica speranza per il pianeta risiede in un sottomarino chiamato Super 99, creato dal Dr. Jūzō Oki. 
La storia ha inizio con le forze militari giapponesi che decidono di investigare sulla misteriosa minaccia collocata sotto l'oceano. Gorō Oki dà al suo fratello minore, Susumu, un fucile, versione modificata del Type 99 della seconda guerra mondiale. Al ragazzo viene anche data una chiave che riporta il numero "99", scritto da suo nonno Jūzō. Gorō e Jūzō partono a bordo di un altro sottomarino per indagare sugli attacchi della fossa del Giappone, ma in seguito vengono colpiti da un altro sottomarino nascosto. La nave perde così il contatto con l'altra in superficie e due spie ne approfittano per assaltare il ponte di comando, prendendo in ostaggio l'equipaggio. Tuttavia i due nemici vengono sopraffatti dal misterioso sottomarino che tenta di silurare la nave e Susumu riesce a distruggere il siluro grazie al suo fucile.

## Manga
Il manga è stato scritto da Leiji Matsumoto e fu serializzato sulla rivista Play Comic edita da Akita Shoten, dal 1970 al 1972. In seguito i vari capitoli sono stati raccolti in due volumi tankōbon.
In Italia la serie è stata pubblicata da RW Edizioni sotto l'etichetta Goen nella collana Dansei Collection dal 14 settembre 2013 al 23 agosto 2014. 

### Volumi
| Nº | Data di prima pubblicazione | Data di prima pubblicazione | Data di prima pubblicazione |
| Nº | Italiano                    | Italiano                    |                             |
| -- | --------------------------- | --------------------------- | --------------------------- |
| 1  | 14 settembre 2013           | ISBN 978-88-6712-154-0      |                             |
| 2  | 23 agosto 2014              | ISBN 978-88-6712-176-2      |                             |

## Anime

Susumu e Jūzō nella sigla dell'anime

In seguito all'opera cartacea fu prodotto un adattamento anime trasmesso su AT-X dall'8 maggio al 31 luglio 2003.
In Italia la serie animata è inedita.

### Doppiaggio
| Personaggio      | Doppiatore         |
| ---------------- | ------------------ |
| Susumu Oki       | Jun Fukuyama       |
| Gorō Oki         | Yū Mizushima       |
| Jūzō Oki         | Katsumi Chō        |
| Torakichi Tanuki | Hiroshi Naka       |
| Miyuki Moriki    | Mitsuko Horie      |
| Kizuku Ōyama     | Toshiyuki Morikawa |
| Hell Deathbird   | Ikuya Sawaki       |
| ZeStrait         | Kikuko Inoue       |
| ZeStronestro     | Ken Narita         |
| ZeStron          | Makoto Naruse      |
| ZeStroger        | Satsuki Yukino     |

### Episodi
| Nº | Giapponese 「Kanji」 - Rōmaji                                          | In onda        | In onda |
| Nº | Giapponese 「Kanji」 - Rōmaji                                          | Giapponese     |         |
| 1  | 「深海調査艇（バチスカーフ）、消滅！」 - Shinkai chousatei, shoumetsu! | 8 maggio 2003  |         |
| 2  | 「超潜水艦、スクランブル！」 - Chou sensui kan, SUKURANBURU!           | 15 maggio 2003 |         |
| 3  | 「深度一万二千の死闘」 - Shindo ichi man ni sen no shitou!             | 22 maggio 2003 |         |
| 4  | 「我、奇襲に成功せり！」 - Waga, kishuu ni seikou SERI!                | 29 maggio 2003 |         |
| 5  | 「若き戦士の挑戦！」 - Wakaki senshi no chousen!                       | 5 giugno 2003  |         |
| 6  | 「ホールドアップ！」 - HOURUDOAPPU!                                    | 12 giugno 2003 |         |
| 7  | 「罠！」 - Wana!                                                       | 19 giugno 2003 |         |
| 8  | 「皇帝即位宣言！」 - Koutei sokui sengen!                              | 26 giugno 2003 |         |
| 9  | 「名将の決断！」 - Meishou no ketsudan!                                | 3 luglio 2003  |         |
| 10 | 「海洋帝国爆破！」 - Kaiyou teikoku bakuha!                            | 10 luglio 2003 |         |
| 11 | 「さらば、名将！」 - Saraba, meishou!                                  | 17 luglio 2003 |         |
| 12 | 「決戦！」 - Kessen!                                                   | 24 luglio 2003 |         |
| 13 | 「美しい海へ！」 - Utsukushii umi e!                                   | 31 luglio 2003 |         |

### Sigle
Sigla di apertura
- Sailing Mirai di Ichirō Mizuki

Sigla di chiusura
- Kanashimi wa Ama ni Kaeshite di Mitsuko Horie